# Maiurkî, Pereciîn
Maiurkî (în ucraineană Маюрки) este un sat în comuna Poroșcovo din raionul Pereciîn, regiunea Transcarpatia, Ucraina.

## Demografie
Componența lingvistică a localității Maiurkî
     Ucraineană (98,34%)
     Rusă (1,66%)
Conform recensământului din 2001, majoritatea populației localității Maiurkî era vorbitoare de ucraineană (98,34%), existând în minoritate și vorbitori de rusă (1,66%).